# Hyper Knife
Hyper Knife (en hangul, 하이퍼나이프; romanización revisada, Haipeonaipeu) es una serie de televisión web surcoreana, un drama médico de suspenso, crimen y venganza escrito por Kim Sun-hee, dirigido por Kim Jung-hyun, y protagonizado por Park Eun-bin, Sol Kyung-gu, Yoon Chan-young y Park Byung-eun. Se estrenó en la plataforma Disney+ el 19 de marzo de 2025.

## Sinopsis
La Dra. Jung Se-ok, una neurocirujana brillante pero caída en desgracia, está atormentada por una tragedia pasada. Despojada de su licencia médica, recurre a realizar cirugías ilegales en la sombra, impulsada por una insaciable sed de ampliar los límites de la neurociencia. Cuando su camino se cruza con el de su antiguo mentor, el renombrado pero enigmático Dr. Choi Deok-hee, se reabren viejas heridas y se desata un peligroso juego de poder y venganza. A medida que Se-ok profundiza en procedimientos innovadores, aunque éticamente cuestionables, lidia con las consecuencias morales de sus actos, difuminando los límites entre la necesidad médica y la ambición personal.

## Reparto

### Principal
- Park Eun-bin como Jung Se-ok, una neurocirujana que fue considerada un genio pero que ahora trabaja de modo clandestino tras perder su licencia.[1][2]

- Sol Kyung-gu como Choi Deok-hee, neurocirujano y antiguo maestro de Se-ok.[3][4]

- Yoon Chan-young como Seo Young-joo, el aliado de Se-ok, que siempre está a su lado.[5]

- Park Byung-eun como Han Hyun-ho, un anestesiólogo.[6]

### Secundario

#### Entorno de Choi Deok-hee
- Kang Ji-eun como la señora Ra, asistente de Choi Deok-hee..
- Lee Jung-shik como Ha Woo-young, compañero de clase de Jung Se-ok y discípulo de Choi Deok-hee.[7][8]
- Han Joon-woo como Alan Kim, un especialista coreano-estadounidense que disfruta de la profunda confianza del profesor Choi.[9]
- Song Hoon como el ama de llaves de Deok-hee.

#### Gente del vecindario
- Kim Soo-yeon como Kim Young-shin, una farmacéutica que colabora con Se-ok.[10][11]
- Heo Ji-na como Kwon Ma-ri, que dirige un restaurante.
- Lee Tae-young como Kwon Shin-gyu, un delincuente sexual que usa una tobillera electrónica, el hermano menor de Ma-ri.
- Moon Jung-woong como Park Sun-kyung.

#### Policía Metropolitana de Seúl
- Yoo Seung-mok como Yang Dong-young, superintendente de la unidad de delitos graves 2 del Departamento de Policía Metropolitana de Seúl que persigue las huellas de cirugías ilegales. Es compañero de aldea de Choi Deok-hee y jefe de Lee Wan-jin.[12]
- Jang Won-hyung como Lee Wan-jin, detective de la unidad de delitos graves 2 del Departamento de Policía Metropolitana de Seúl está investigando un caso que involucra a intermediarios quirúrgicos ilegales.

#### Dubongpa
- Kim Jong-man como Kim Du-bong, jefe de la pandilla y protagonista de una operación quirúrgica ilegal.[13]
- Kim Chan-hyung como Sang-gi.
- Lee Dong-hyun como Kongchi.

#### Otros personajes
- Won Hyun-jun como Min Sa-jang, un intermediario que organiza cirugías ilegales para Se-ok.[14][15]
- Jang Seon como Miran, una enfermera guiada por la codicia que participa en una operación ilegal y trata después de chantajear a Se-ok.[16]
- Yoon Jung-hoon como Kim Se-guk, un médico residente de neurocirugía en el Hospital Universitario Yonsei que admira a Deok-hee.[17][18]
- Ryu Hae-jun como Kim Ki-young, el hijo de Kim Myeong-jin, que se une a Jung Se-ok para buscar a su padre, el cual hace tiempo desapareció después de haber sido operado por Se-ok (ep. 3-4).[19]
- Kim Hak-sun como Kim Myeong-jin.[20]
- Shin Sung-kyun como Jang Byeong-ho.
- Song Kyung-won como el director Kang.
- Seol Yu-jin como Jeong-ah.
- Lim Seo-rin como Lee So-jeong.
- Lee Tae-il como Yong-ryeol.
- Daniela como Sophie.
- Haruhi Ryoga como Nanae Ichida.
- Lee Seung-yeon como Na Hye-soo, una enfermera del hospital universitario Yeonshin.
- Hyun Bong-sik.

## Producción
Hyper Knife es una coproducción de CJENM Studios, Dongpung Co., Ltd. y Blaad Studios para Disney+. Compuesta de ocho capítulos, está escrita por Kim Sun-hee (que había sido coguionista de la serie God's Quiz) y dirigida por Kim Jung-hyun. Este la definió en la presentación de la producción ante la prensa como «un cuento de hadas cruel», con personajes difíciles de encontrar en los dramas coreanos. El director artístico fue Lee Jin-young, y el director musical Baek Eun-woo.
En diciembre de 2023 algunos medios periodísticos publicaron que se habían ofrecido los papeles protagonistas a Park Eun-bin, que lo había aceptado, y Sol Kyung-gu, que lo estaba revisando aún. Algunos medios publicaron entonces que la actriz ganaría trescientos millones de wones por cada episodio, extremo que fue negado tajantemente sea por la productora sea por su agencia, Namoo Actors. El 8 de marzo de 2024 un miembro de la agencia de Yoon Chan-young declaró que este había entrado también en el proyecto. Tres dias después la prensa anunció el nombre de Park Byung-eun como cuarto protagonista. El 3 de abril la productora confirmó los cuatro nombres de los actores y anunció que el rodaje había comenzado ese día.
La actriz Park Eun-bin interpreta un tipo de personaje completamente nuevo en su filmografía, el de una psicópata y asesina múltiple, en una transformación que fue muy elogiada por su director y compañeros de reparto. En la presentación de la serie, no obstante, la actriz se mostró preocupada por la reacción del público: «aunque a los espectadores les cueste entenderlo, mi objetivo era convencerlos de que tal persona podría existir. No pido que la celebren ni que la comprendan». En la preparación de su personaje, Park consultó el Manual diagnóstico y estadístico de los trastornos mentales: «Me referí al DSM-5 y otros estándares para las características del trastorno de personalidad antisocial y creé el personaje mientras pensaba que el personaje podría tener tales características [...] También tenía algunos conocimientos gracias a mi especialización en psicología en la universidad».

### Promoción
Park Eun-bin y Sol Kyung-gu realizaron una sesión fotográfica conjunta para la revista Elle Korea, acompañada de una entrevista, que se publicó en el número de abril de 2025.
La producción se presentó en una conferencia de prensa celebrada en el hotel Conrad Seoul en Yeongdeungpo-gu, Seúl, en la mañana del 17 de marzo. A la misma asistieron el director Kim Jung-hyun y los actores Yoon Chan-young, Park Eun-bin, Sol Kyung-gu y Park Byung-eun. Durante la misma Sol declaró que la interacción con Park fue muy buena pese a la lucha constante de sus personajes, y señaló lo que consideraba más importante: «el elemento único de este trabajo es que el maestro que era respetado y admirado se convierte en objeto de odio, y la relación entre una persona que nunca tuvo a nadie alrededor y la estudiante que primero le mostró afecto es tridimensional y emocionante». Tanto para él como para ella era la primera vez que interpretaban el personaje de un médico. En los primeros planos de las operaciones quirúrgicas ella no necesitó de una doble, mientras que él, de manos más gruesas y torpes, fue sustituido por el asesor médico de la serie.
La noche antes del estreno de la serie Disney+ subió un vídeo de 41 minutos al canal de YouTube Disney Plus Korea titulado Hyperknife YouTube Exclusive Pre-Release como anticipo, con escenas de los dos primeros episodios e intervenciones de director y protagonistas, que desvelan algunas circunstancias de la preparación y el rodaje. Así, por ejemplo, el director cuenta que las escenas de operaciones son muy realistas, y que pudo servirse de un asesor tanto antes de filmar como durante el rodaje de cada una de aquellas. Por su parte, el director musical señala que creó un tema musical propio para cada personaje, que en el caso de Se-ok se caracteriza por el sonido de un xilófono y en el de Deok-hee por el de un violonchelo.

## Estreno y recepción
La serie se puso a disposición de los espectadores en la plataforma Disney+ desde el 19 de marzo de 2025, a razón de dos capítulos semanales por un total de cuatro semanas. Su éxito era crucial para Disney+, que atravesaba un momento delicado tras el relativo fracaso de la serie Sin máscaras, emitida poco antes; y, sobre todo, ante los problemas de Knockoff, serie que estaba programada para abril pero que quedó suspendida debido a las controversias que rodeaban a su protagonista Kim Soo-hyun, relacionadas con el suicidio de Kim Sae-ron.
Los dos primeros episodios fueron acogidos favorablemente por los críticos de televisión. Noh Seul en Sports W escribió que «la tensa confrontación y el choque emocional entre los actores Park Eun-bin y Seol Kyung-gu cautivaron a los espectadores»; también aludió al rápido desarrollo de la trama y la intensa dirección, y recogió comentarios muy positivos de algunos espectadores en las redes sociales. Un juicio parecido fue el de Jo Min-jeong en Sports Chosun, que destacó «un comienzo fuerte con un desarrollo tenso».
En ámbito internacional, fue el estreno coreano más visto a nivel mundial de la plataforma Disney+ en 2025, según datos proporcionados por esta y basados en la primera semana de emisión.
Carmen Chin (New Musical Express) escribe que «la historia de la escritora Kim Sun-hee combina con soltura ambos géneros: el procedimiento médico y el thriller escalofriante. Por su parte, el director Kim Jung-hyun experimenta con los matices siniestros de la historia mediante matices visuales. Su visión combinada de cómo se vería y sonaría el mundo médico ha culminado en una obra maestra que rompe con el género. En cuanto a dramas de venganza, Hyper Knife quizá no alcance la altura de La gloria, pero aun así es genial por sí misma. Si tienes estómago para ello, Hyper Knife pondrá a prueba tu morbosa curiosidad sobre los límites del cuerpo humano».
Según Rati Pednekar (The Review Geek), «la primera temporada de Hyper Knife gira en torno a las emociones: ambición, obsesión, orgullo y ego. Presenta un retrato fascinante de estas personas excéntricas mediante diálogos concisos y una trama cautivadora. Hay mucho en juego, la atmósfera es tensa, y cualquiera que disfrute del thriller lo disfrutará al máximo». Elogia también el estilo visual de la serie, basado en azules y grises salpicados a veces de rojos o amarillos brillantes para intensificar la escena, así como la fotografía, que califica de magnífica. Si alguna tacha muestra la serie, en su opinión es el haber relegado en parte el componente médico, con pocas escenas de quirófano. Por último, destaca la labor de los dos protagonistas y en particular de Park, «una delicia como Se-ok»: «juntos, crean la retorcida química entre mentor y aprendiz que impulsa la serie».